# Spelaeochernes pedroi
Spelaeochernes pedroi är en spindeldjursart som beskrevs av Volker Mahnert 200. Spelaeochernes pedroi ingår i släktet Spelaeochernes och familjen blindklokrypare. Inga underarter finns listade i Catalogue of Life.